# Tajna starog tavana (1984.)
Tajna starog tavana je hrvatsko-čehoslovački dugometražni film za djecu iz 1984. godine, redatelja i scenarista Vladimira Tadeja.

## Glumačka postava
- Mario Mirković kao Miro
- Jiri Guriča kao Pepek
- Nina Petrović kao Božena
- Rene Bitorajac kao Adam
- Špiro Guberina kao Marko Pivac
- Boris Dvornik kao Šime
- Petar Jelaska kao Toma
- Jan Kanyza kao Aristotel Holm
- Miloš Kopecky kao Boss
- Mia Oremović kao teta Lucija
- Edo Peročević kao inspektor
- Antun Nalis kao Tonči
- Ksenija Urličić kao TV voditeljica
- Ivo Marjanović kao predsjednik turističke zajednice
- Ivo Krištof kao mornar s Barakude #1
- Frane Jurić
- Zlatko Martinčević kao policajac
- Vinko Varvodić
- Tomislav Gotovac kao mornar s Barakude #2
- Vlado Gaćina kao mornar s Barakude #3
- Danilo Popržen kao mornar s Barakude #4
- Bruno Terbovc
- Miroslav Buhin
- Miro Zaninović
- Živojin Skočić
- Tonči Banov
- Dragan Sučić kao fotoreporter
- Antun Banov
- Lenko Blažević kao turist s kamerom

## Vanjske poveznice
- Tajna starog tavana u internetskoj bazi filmova IMDb-a